# Дріл
Дрил (Mandrillus leucophaeus) — вид приматів із родини мавпових (Cercopithecidae). Разом з мандрилом складає рід мандрилів (Mandrillus).

## Опис
Дрил зовні дуже нагадує мандрила, але у нього менш яскраве забарвлення обличчя.  Обличчя дрила безволосе, чорного кольору з подовженою передньою частиною і кістковими борознами, розташованими вздовж носа. Крім того, воно облямоване білим волоссям. Шерсть на тілі забарвлена в темно-коричневий або чорний колір, за винятком голої ділянки сідниць, які мають червоний або блакитний колір. Дрили трохи менші від мандрилів, завдовжки досягають 60-75 см і максимально важать 20 кг. Самці майже в два рази більші й важчі від самиць. Хвіст дуже короткий — від 5 до 7 см.

## Таксономія
Деякі дослідники виділяють два підвиди дрила:
- Материковий дрил, Mandrillus leucophaeus leucophaeus

- Дрил Біоко, Mandrillus leucophaeus poensis (мешкає на острові Біоко в Екваторіальній Гвінеї)[2]

## Спосіб життя
Дрили активні в денний час. Мешкають у тропічних лісах, не зустрічаються поза густої рослинності. Живуть головним чином на землі, пересуваючись на чотирьох лапах. Лише іноді самиці з потомством вилазять на гілки дерев, щоб врятуватися від ворогів. Дрили живуть у групах чисельністю біля 25 особин, що складаються з самця-ватажка, декількох самиць та їхнього потомства. Іноді такі групи об'єднуються і утворюють великі групи до 200 або більше тварин. Для спілкування дрили використовують різні пози (як, наприклад, демонстрацію своїх яскравих сідниць), а також ряд різних криків, що слугують встановленню контакту з іншими членами групи, попередження про наближення ворога або збору групи самцем.
На ніч забираються на дерева і там ночують.
Середня тривалість життя в неволі становить 28 років.

## Поширення
Дрили мешкають на південному сході Нігерії, в Камеруні та на острові Біоко, що належить Екваторіальній Гвінеї.

## Живлення
Дрили всеїдні і шукають їжу майже виключно на землі. До неї відносяться фрукти, горіхи, гриби, комахи та час від часу невеликі хребетні.

## Розмноження

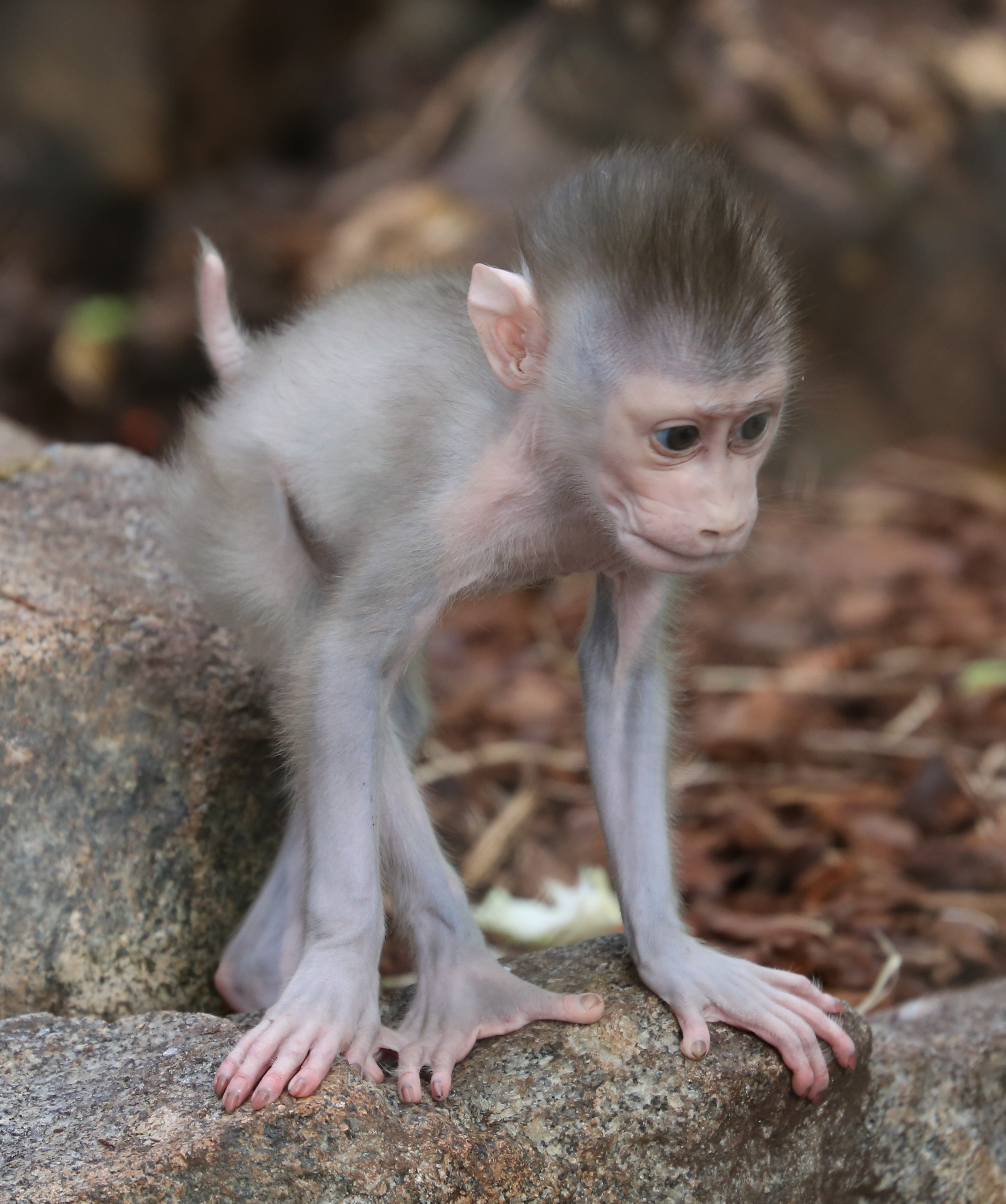
Мавпеня дріла в зоопарку Мюнхена

Про розмноження дрилів відомо небагато. Готовність до запліднення у самиці демонструється за допомогою зміни забарвлення ділянки навколо ануса, який стає яскраво-червоним або синім. Тривалість вагітності становить від 6 до 7 місяців. Як у більшості мавпячих, за один раз народжується по одному дитинчаті.

## Загрози
Головними загрозами для дрилів є полювання і знищення тропічних лісів під сільськогосподарські землі. Дрили живуть виключно в густих тропічних лісах і вкрай лякливо реагують на людину. Дрили вважаються одними з найрідкісніших африканських приматів, і їх популяція в дикій природі оцінюється всього в 3000 особин, включно із популяцією на острові Біоко. На Біоко їх популяція складає лише 600 особин, тоді як раніш на острові проживало понад 8000 дрилів.У національному парку Коруп у Камеруні для дрилів було створено безпечний притулок, проте їх подальше виживання як виду залишається під питанням.